# 钱文极
钱文极（1916年6月10日—2006年6月15日），男，江苏太仓人，中国通信设备设计、制造专家，中国第一代地空导弹总设计师。曾任第四机械工业部第19研究院院长，国家电子计算机工业总局副局长。

## 科研工作
钱文极于1960年5月，担任543总设计师，1962年2月任红旗一号总设计师，1964年4月任红旗二号总设计师。